# 1932年全仏選手権 (テニス)
1932年 全仏選手権（1932ねんぜんふつせんしゅけん、Internationaux de France de Roland-Garros 1932）に関する記事。フランス・パリにある「スタッド・ローラン・ギャロス」にて開催。

## 大会の流れ
- 男子シングルスは「100名」の選手による7回戦制、女子シングルスは「52名」の選手による6回戦制で行われた。男子は28名、女子は12名の選手に「1回戦不戦勝」（抽選表では“Bye”と表示）があった。
- シード選手は男子16名、女子8名。シード選手でも、1回戦から出場した人と、2回戦から登場した人がいる。2回戦から登場した選手が初戦敗退の場合は「2回戦＝初戦」と表記する。

## シード選手

### 男子シングルス
1. アンリ・コシェ　（優勝、2年ぶり4度目：国際大会化後）
2. フレッド・ペリー　（ベスト8）
3. シドニー・ウッド　（3回戦）
4. 佐藤次郎　（4回戦）
5. クリスチャン・ボッサス　（4回戦）
6. ジョルジオ・デ・ステファーニ　（準優勝）
7. ロデリク・メンツェル　（ベスト4）
8. グレゴリー・マンジン　（ベスト8）
9. ポール・フェレー　（3回戦）
10. ジャック・ブルニョン　（4回戦）
11. アンドレ・メルリン　（3回戦）
12. ジョージ・リトルトン・ロジャース　（ベスト8）
13. マルセル・ベルナール　（ベスト4）
14. ゴットフリート・フォン・クラム　（2回戦）
15. ウィルヘルム・マテイカ　（4回戦）
16. ジョージ・ヒューズ　（4回戦）

### 女子シングルス
1. ヘレン・ウィルス・ムーディ　（優勝、2年ぶり4度目）
2. シリー・アウセム　（ベスト8、途中棄権）
3. シモーヌ・マチュー　（準優勝）
4. ヒルデ・クラーヴィンケル　（ベスト4）
5. アイリーン・ベネット・ホイッティングストール　（ベスト8）
6. ヘレン・ジェイコブス　（ベスト8）
7. ベティ・ナットール　（ベスト4）
8. リリ・デ・アルバレス　（3回戦）

## 大会経過

### 男子シングルス
準々決勝
- アンリ・コシェ vs.  グレゴリー・マンジン　6-3, 7-5, 5-7, 6-3
- マルセル・ベルナール vs.  ジョージ・リトルトン・ロジャース　6-4, 6-8, 6-4, 3-6, 6-2
- ジョルジオ・デ・ステファーニ vs.  ハロルド・リー　6-3, 9-7, 6-2
- ロデリク・メンツェル vs.  フレッド・ペリー　2-6, 6-1, 1-6, 6-3, 7-5

準決勝
- アンリ・コシェ vs.  マルセル・ベルナール　6-4, 6-0, 6-4
- ジョルジオ・デ・ステファーニ vs.  ロデリク・メンツェル　6-3, 2-6, 7-5, 6-4

### 女子シングルス
準々決勝
- ヘレン・ウィルス・ムーディ vs.  ロレット・パヨー　6-2, 7-5
- ヒルデ・クラーヴィンケル vs.  アイリーン・ベネット・ホイッティングストール　6-3, 6-3
- シモーヌ・マチュー vs.  ヘレン・ジェイコブス　6-4, 6-4
- ベティ・ナットール vs.  シリー・アウセム　5-7, 6-4 （途中棄権）

準決勝
- ヘレン・ウィルス・ムーディ vs.  ヒルデ・クラーヴィンケル　6-3, 10-8
- シモーヌ・マチュー vs.  ベティ・ナットール　6-2, 6-4

## 決勝戦の結果
- 男子シングルス： アンリ・コシェ vs.  ジョルジオ・デ・ステファーニ　6-0, 6-4, 4-6, 6-3
- 女子シングルス： ヘレン・ウィルス・ムーディ vs.  シモーヌ・マチュー　7-5, 6-1
- 男子ダブルス： アンリ・コシェ＆ ジャック・ブルニョン vs.  マルセル・ベルナール＆ クリスチャン・ボッサス　6-4, 3-6, 7-5, 6-3
- 女子ダブルス： ヘレン・ウィルス・ムーディ＆ エリザベス・ライアン vs.  ベティ・ナットール＆ アイリーン・ベネット・ホイッティングストール　6-1, 6-3
- 混合ダブルス： フレッド・ペリー＆ ベティ・ナットール vs.  シドニー・ウッド＆ ヘレン・ウィルス・ムーディ　6-4, 6-2